# Джакомацци ди Соза Фрейтас, Клебер
Кле́бер Джакома́цци де Со́уза Фре́йтас (порт.-браз. Kléber Giacomazzi de Souza Freitas; род. 12 августа 1983, Озаску, Сан-Паулу; более известен как просто Клебер) — бразильский футболист, нападающий.

## Карьера
В январе 2004 года подписал пятилетний контракт с киевским «Динамо», клуб за него заплатил чуть более 3-х миллионов долларов. Также игроком интересовались немецкий «Байер 04», донецкий «Шахтёр» и два испанских клуба. Селекционеры «Динамо» следили за игрой Клебера в 7-и матчах чемпионат Бразилии и на молодёжном чемпионате мира 2003 в ОАЭ где Бразилия стала чемпионом. В «Динамо» в то время играло двое его соотечественников Алессандро и Диого Ринкон. В «Динамо» Клебер взял 99 номер. В Высшей лиге дебютировал 20 марта 2004 года в выездном матче против полтавской «Ворсклы-Нефтегаз» (1:3), Клебер вышел на 81 минуте вместо Сергея Корниленко. Первый гол за «Динамо» в чемпионате Клебер забил 16 апреля 2004 года в домашнем матче против «Оболони» (2:0), на 42 минуте Клебер забил в ворота Всеволода Романенко.
1 июня 2009 года в интервью программе Arena бразильского телеканала SporTV Клебер неожиданно сообщил, что его персоной интересуется «Ливерпуль», сказав, однако, что сам планирует остаться в «Крузейро».
В январе 2010 года появилась информация что Клебер подписал контракт с португальским «Порту», клуб за него отдал 5,5 миллиона евро и права на аргентинского нападающего Эрнесто Фариаса. Но вскоре «Порту» отказался от Клебера, причиной стала — продолжительность контракта и зарплата игрока.
6 июня 2010 года Клебер перешёл в «Палмейрас», заплативший за трансфер нападающего 4,5 млн долларов; контракт был подписан на 4 года.
23 ноября 2011 года игрок подписал контракт с «Гремио» сроком на 5 лет.
В июне 2014 года был взят в аренду «Васко да Гамой» до конца сезона.
В июне 2015 года подписал контракт с «Коритибой».
3 августа 2018 года новообразованный клуб второго дивизиона США «Остин Боулд» объявил о подписании контракта с Клебером. Бразильский нападающий стал автором первого гола в истории клуба, матч против «Рино 1868», состоявшийся 16 марта 2019 года, завершился поражением 1:2. Его следующий гол принёс клубу первую победу, матч против «Сан-Антонио», состоявшийся 30 марта 2019 года, завершился со счётом 1:0.

## Личная жизнь
Дважды женат, у Клебера есть две дочери, от первого брака Марие Фернанде, от второго Джулии.
В 17 лет сделал татуировку с изображением индейской девушки. Клебер верующий человек — он часто ходит в Евангелическую церковь.

## Достижения
Динамо (Киев)
- Чемпион Украины (2): 2003/04, 2006/07
- Обладатель Кубка Украины (3): 2004/05, 2005/06, 2006/07

Палмейрас
- Чемпион штата Сан-Паулу: 2008

Крузейро
- Чемпион штата Минас-Жерайс: 2009

Сборная Бразилии
- Чемпион мира среди молодёжных команд: 2003